# Yvonne Cartier
 (octobre 2016).
Si vous disposez d'ouvrages ou d'articles de référence ou si vous connaissez des sites web de qualité traitant du thème abordé ici, merci de compléter l'article en donnant les références utiles à sa vérifiabilité et en les liant à la section « Notes et références ».
Pour les articles homonymes, voir Cartier.
Yvonne Cartier, née le 27 février 1928 à Auckland, morte le 11 mai 2014 à Paris, est une danseuse, chorégraphe et pédagogue néo-zélandaise.

## Biographie

### Formation
Yvonne Cartier naît à Auckland. Elle se produit très jeune comme actrice et danseuse. Elle émigre en Angleterre où elle devient l’élève de George Goncharov, de Winnifred Edwards, de Vera Volkova et d’Audrey de Vos.

### Danseuse
Elle crée, entre autres, des ballets pour John Cranko et Kenneth MacMillan, et danse dans les œuvres d'Andrée Howard (en), de Walter Gore, d’Alan Carter, de Ninette de Valois, ainsi que dans tous les classiques aux côtés d’artistes de renommés tels que Peter Wright, Beryl Morina, Michel de Lutry, Dominie Callaghan, Elaine Fifield, Margot Fonteyn, Harold Turner, Pamela May, Vassily Sulich, Margarita Tait, Nadia Nerina, MacMillan, et même du cinéaste Ken Russell au temps où il dansait.
Après quelques années dans le Sadlers Wells Touring Company au Sadler's Wells Theatre, elle rejoint, à la demande de Ninette de Valois, ce qui devient le Royal Ballet.

### Professeure de danse
À la suite d'un accident au pied inopérable à l’époque, Yvonne Cartier vient en France et y travaille pendant vingt ans en tant que mime avec Jacques Lecoq, Isaac Alvarez et Marcel Marceau, avant de revenir à la danse classique comme professeure.
Elle forme des danseuses de haut niveau comme Muriel Valtat (« First Soloist » du London Royal Ballet) et Betina Marcolin (« Principal » du Ballet royal suédois).